# Playskool
Playskool es una compañía estadounidense que produce juguetes educativos y juegos para niños fundada en 1928. Es una filial de la compañía Hasbro y tiene su sede en Pawtucket, Rhode Island.

## Historia
El Instituto Playskool fue creado por Lucille King como una división de la Compañía John Schroeder Lumber en Milwaukee, Wisconsin. King, una empleada de la compañía, comenzó desarrollando juguetes de madera para uso como material didáctico para los niños en el aula. En 1935, el Instituto Playskool se convirtió en una división de Thorncraft, Inc., y estableció oficinas en Chicago, Illinois. En 1938, Playskool fue comprada por la Compañía Joseph Lumber, donde Manuel Fink fue puesto a cargo de las operaciones. En 1940, junto con Robert Meythaler, compró Playskool y la estableció como compañía.
En 1943, Playskool compró la compañía de Wright de J.L., el fabricante de registros de Lincoln.
En 1958, Playskool se fusionó con Holgate Toys Inc., una empresa fabricante de productos de madera didácticos, y en 1962, compraron la compañía de Halsam, una productora de bloques de madera, damas chinas e inglesas , dominó y conjuntos de construcción. En 1968, Playskool se convirtió en una subsidiaria de Milton Bradley; ambas empresas fueron adquiridas por Hasbro, Inc.
en 1984. Después de la adquisición, Playskool comenzó a operar fuera de Pawtucket, en el estado de Rhode Island como una división de Hasbro. En 1985, Playskool lanzó una línea de productos infantiles bajo el nombre de Tommee Tippee, incluyendo baberos y botellas. Muchos productos de Hasbro, dirigidos a niños en edad preescolar fueron renombrados con el nombre de Playskool, incluyendo las famosas plastilinas Play-Doh y Tonka. Playskool incluyó también juguetes de otros diseñadores, creación de acuerdos de concesión de licencias para la fabricación de Teddy Ruxpin, Barney, Arthur, Teletubbies, y la concesión de licencias y productos de marca de Nickelodeon. Hasbro comenzó también a vender el nombre de la marca de Playskool a otros proveedores diseñadores de una serie de productos bajo el mismo nombre de Playskool, incluyendo libros, suministros de cuidado del bebé, juegos de video y prendas de vestir para bebés y niños menores de 7 años.
En la actualidad, Plaskool ha alcanzado la fama por sus productos reconocidos a nivel mundial como las ya mencionadas plastilinas Play-Doh y la figura de Mr. Potato Head que se ocupó como personaje en la franquicia de Toy Story.

## Productos
Playskool produce muchas líneas de juguetes educativos y juegos para niños. Algunos de ellos incluyen Mr. Potato Head, plastilina, Tonka, Tinker Toys, Lincoln Logs, Weebles y Gloworm.
Playskool crea productos para los niños recién nacidos hasta edad preescolar. Entre ellos gimnasios y juguetes de destreza para bebés, juegos para niños que deseen expresar sus habilidades como las plastilinas Play-Doh y los juegos armables, y muñecos o figuras de acción para menores de 6 años.

## Marcas
- Boohbah
- Clipo
- Chuck and Friends
- Cool Crew
- Glo Friends
- Mister Frosty
- Mr. Potato Head
- Pipeworks
- Play-Doh
- Speedstars
- Star Wars Jedi Force
- Talk 'n Play
- Transformers
- VideoNow
- Weeble
- Wheel Pals